# Тошек
Тошек (пол. Toszek, нім. Tost) — місто в південній Польщі. Знаходиться у Верхньосілезькому промисловому районі.
Належить до Глівіцького повіту Сілезького воєводства.

## Відомі особистості
В поселенні помер:
- Карл Густав фон Солдан (?-1746) — прусський полковник.

## Демографія
Демографічна структура станом на 31 березня 2011 року:
|          | Загалом | Допрацездатний вік | Працездатний вік | Постпрацездатний вік |
| -------- | ------- | ------------------ | ---------------- | -------------------- |
| Чоловіки | 1787    | 360                | 1254             | 173                  |
| Жінки    | 1901    | 322                | 1167             | 412                  |
| Разом    | 3688    | 682                | 2421             | 585                  |